# Goriška vas
Goriška vas – wieś w Słowenii, w gminie Mirna Peč. W 2018 roku liczyła 82 mieszkańców.